# ادگار بابایان
ادگار بابایان (ارمنی: Էդգար Բաբայան؛ زادهٔ ۲۸ اکتبر ۱۹۹۵) یک بازیکن فوتبال ارمنی‌تبار اهل دانمارک است.
این بازیکن سابقه بازی در تیم باشگاهی راندرس را نیز در کارنامه دارد.
وی همچنین در تیم ملی فوتبال زیر ۲۰ سال دانمارک بازی کرده‌است.